# Peugeot 407
De Peugeot 407 is een middenklasser van het Franse automerk Peugeot. De 407 volgde in 2004 de 406 op. Hij werd dat jaar voorgesteld aan het publiek op de Autosalon van Genève. In datzelfde jaar stond de auto al in de showroom. Op de stationwagonversie (SW) moest nog een paar maanden gewacht worden.
De 407 werd samen met de grotere 607 opgevolgd door de 508 in januari 2011.

## Overzicht
De Peugeot 407 was de opvolger van de succesvolle 406 en werd uitgebracht op 27 mei 2004 tijdens de Sunday Times Motorshow Live. Het gestroomlijnde ontwerp van de auto werd als opmerkelijk gezien. De auto heeft een grote voorgrille en zeer schuine voorstijlen.
De stationwagen staat bekend als de Peugeot 407 SW, en werd vier maanden later uitgebracht. De coupé-uitvoering kwam uit in januari 2006. In 2005 piekte het aantal verkopen tot 259.000 exemplaren.
In augustus 2008 kregen de modellen een kleine facelift. Dit resulteerde erin dat alle benzine-uitvoeringen niet meer werden verkocht in Europa.

## Motoren

#### Benzine
| 407 sedan   | 407 sedan   | 407 sedan   | 407 sedan   | 407 sedan   | 407 sedan   | 407 sedan                | 407 sedan      | 407 sedan      | 407 sedan          |
| 2004 - 2008 | 2004 - 2008 | 2004 - 2008 | 2004 - 2008 | 2004 - 2008 | 2004 - 2008 | 2004 - 2008              | 2004 - 2008    | 2004 - 2008    | 2004 - 2008        |
| Type        | Motor       | Motor       | Motor       | Vermogen    | Koppel      | Overbrenging             | 0–100 km/h     | Topsnelheid    | Jaartal            |
| Type        | Inhoud      | Cilinders   | Kleppen     | Vermogen    | Koppel      | Overbrenging             | 0–100 km/h     | Topsnelheid    | Jaartal            |
| ----------- | ----------- | ----------- | ----------- | ----------- | ----------- | ------------------------ | -------------- | -------------- | ------------------ |
| 1.8 16V     | 1.749 cm³   | 4-in-lijn   | 16V         | 117 pk      | 163 Nm      | 5-bak                    | 11,3 s         | 200 km/h       | 2004 - 2005        |
| 1.8 16V     | 1.749 cm³   | 4-in-lijn   | 16V         | 125 pk      | 170 Nm      | 5-bak                    | 10,3 s         | 203 km/h       | 2005 - 2008        |
| 2.0 16V     | 1.997 cm³   | 4-in-lijn   | 16V         | 136 pk      | 190 Nm      | 5-bak / 4-traps automaat | 9,1 / 10,9 s   | 212 / 206 km/h | 2004 - 2005        |
| 2.0 16V     | 1.997 cm³   | 4-in-lijn   | 16V         | 140 pk      | 200 Nm      | 5-bak / 4-traps automaat | 9,1 / 10,5 s   | 213 / 207 km/h | 2005 - 2008        |
| 2.2 16V     | 2.231 cm³   | 4-in-lijn   | 16V         | 158 pk      | 217 Nm      | 6-bak / 4-traps automaat | 9,0 / 10,7 s   | 220 / 211 km/h | 2004 - 2005        |
| 2.2 16V     | 2.230 cm³   | 4-in-lijn   | 16V         | 163 pk      | 220 Nm      | 6-bak / 4-traps automaat | 6-bak / 10,6 s | 220 / 213 km/h | 2005 - 2006 / 2008 |
| 3.0 24V     | 2.946 cm³   | V6          | 24V         | 211 pk      | 285 Nm      | 6-traps automaat         | 8,4 s          | 235 km/h       | 2004 - 2008        |
| 2008 - 2011 |             |             |             |             |             |                          |                |                |                    |
| 1.8 16V     | 1.749 cm³   | 4-in-lijn   | 16V         | 125 pk      | 170 Nm      | 5-bak                    | 10,3 s         | 203 km/h       | 2008 - 2011        |
| 2.0 16V     | 1.997 cm³   | 4-in-lijn   | 16V         | 140 pk      | 200 Nm      | 5-bak / 4-traps automaat | 9,1 / 10,5 s   | 213 / 207 km/h | 2008 - 2010        |
| 2.2 16V     | 2.231 cm³   | 4-in-lijn   | 16V         | 163 pk      | 220 Nm      | 4-traps automaat         | 10,6 s         | 213 km/h       | 2008 - 2009        |
| 3.0 24V     | 2.946 cm³   | V6          | 24V         | 211 pk      | 285 Nm      | 6-traps automaat         | 8,4 s          | 235 km/h       | 2008 - 2009        |

| 407 SW      | 407 SW      | 407 SW      | 407 SW      | 407 SW      | 407 SW      | 407 SW                   | 407 SW       | 407 SW         | 407 SW             |
| 2004 - 2008 | 2004 - 2008 | 2004 - 2008 | 2004 - 2008 | 2004 - 2008 | 2004 - 2008 | 2004 - 2008              | 2004 - 2008  | 2004 - 2008    | 2004 - 2008        |
| Type        | Motor       | Motor       | Motor       | Vermogen    | Koppel      | Overbrenging             | 0–100 km/h   | Topsnelheid    | Jaartal            |
| Type        | Inhoud      | Cilinders   | Kleppen     | Vermogen    | Koppel      | Overbrenging             | 0–100 km/h   | Topsnelheid    | Jaartal            |
| ----------- | ----------- | ----------- | ----------- | ----------- | ----------- | ------------------------ | ------------ | -------------- | ------------------ |
| 1.8 16V     | 1.749 cm³   | 4-in-lijn   | 16V         | 117 pk      | 163 Nm      | 5-bak                    | 11,7 s       | 195 km/h       | 2004 - 2005        |
| 1.8 16V     | 1.749 cm³   | 4-in-lijn   | 16V         | 125 pk      | 170 Nm      | 5-bak                    | 10,7 s       | 199 km/h       | 2005 - 2008        |
| 2.0 16V     | 1.997 cm³   | 4-in-lijn   | 16V         | 136 pk      | 190 Nm      | 5-bak / 4-traps automaat | 9,5 / 11,2 s | 208 / 201 km/h | 2004 - 2005        |
| 2.0 16V     | 1.997 cm³   | 4-in-lijn   | 16V         | 140 pk      | 200 Nm      | 5-bak / 4-traps automaat | 9,5 / 10,8 s | 209 / 201 km/h | 2005 - 2008        |
| 2.2 16V     | 2.231 cm³   | 4-in-lijn   | 16V         | 158 pk      | 217 Nm      | 6-bak / 4-traps automaat | 9,3 / 11,1 s | 216 / 205 km/h | 2004 - 2005        |
| 2.2 16V     | 2.230 cm³   | 4-in-lijn   | 16V         | 163 pk      | 220 Nm      | 6-bak / 4-traps automaat | 9,3 / 11,0 s | 218 / 207 km/h | 2005 - 2006 / 2008 |
| 3.0 24V     | 2.946 cm³   | V6          | 24V         | 211 pk      | 285 Nm      | 6-traps automaat         | 8,7 s        | 229 km/h       | 2004 - 2008        |
| 2008 - 2011 |             |             |             |             |             |                          |              |                |                    |
| 1.8 16V     | 1.749 cm³   | 4-in-lijn   | 16V         | 125 pk      | 170 Nm      | 5-bak                    | 10,7 s       | 199 km/h       | 2008 - 2010        |
| 2.0 16V     | 1.997 cm³   | 4-in-lijn   | 16V         | 140 pk      | 200 Nm      | 5-bak / 4-traps automaat | 9,1 / 11,2 s | 209 / 202 km/h | 2008 - 2011 / 2010 |
| 2.2 16V     | 2.231 cm³   | 4-in-lijn   | 16V         | 163 pk      | 220 Nm      | 4-traps automaat         | 11,0 s       | 207 km/h       | 2008 - 2009        |
| 3.0 24V     | 2.946 cm³   | V6          | 24V         | 211 pk      | 285 Nm      | 6-traps automaat         | 8,7 s        | 229 km/h       | 2008 - 2009        |

| 407 Coupé   | 407 Coupé   | 407 Coupé   | 407 Coupé   | 407 Coupé   | 407 Coupé   | 407 Coupé                | 407 Coupé   | 407 Coupé      | 407 Coupé   |
| 2005 - 2008 | 2005 - 2008 | 2005 - 2008 | 2005 - 2008 | 2005 - 2008 | 2005 - 2008 | 2005 - 2008              | 2005 - 2008 | 2005 - 2008    | 2005 - 2008 |
| Type        | Motor       | Motor       | Motor       | Vermogen    | Koppel      | Overbrenging             | 0–100 km/h  | Topsnelheid    | Jaartal     |
| Type        | Inhoud      | Cilinders   | Kleppen     | Vermogen    | Koppel      | Overbrenging             | 0–100 km/h  | Topsnelheid    | Jaartal     |
| ----------- | ----------- | ----------- | ----------- | ----------- | ----------- | ------------------------ | ----------- | -------------- | ----------- |
| 2.2 16V     | 2.230 cm³   | 4-in-lijn   | 16V         | 163 pk      | 220 Nm      | 6-bak                    | 9,2 s       | 222 km/h       | 2005 - 2008 |
| 3.0 24V     | 2.946 cm³   | V6          | 24V         | 211 pk      | 285 Nm      | 6-bak / 6-traps automaat | 8,4 / 8,7 s | 241 / 235 km/h | 2005 - 2008 |
| 2008 - 2009 |             |             |             |             |             |                          |             |                |             |
| 2.2 16V     | 2.231 cm³   | 4-in-lijn   | 16V         | 163 pk      | 220 Nm      | 6-bak                    | 9,2 s       | 222 km/h       | 2008 - 2009 |
| 3.0 24V     | 2.946 cm³   | V6          | 24V         | 211 pk      | 285 Nm      | 6-traps automaat         | 8,7 s       | 235 km/h       | 2008 - 2009 |

#### E85
| 407 sedan       | 407 sedan   | 407 sedan   | 407 sedan   | 407 sedan   | 407 sedan   | 407 sedan    | 407 sedan   | 407 sedan   | 407 sedan   |
| 2004 - 2008     | 2004 - 2008 | 2004 - 2008 | 2004 - 2008 | 2004 - 2008 | 2004 - 2008 | 2004 - 2008  | 2004 - 2008 | 2004 - 2008 | 2004 - 2008 |
| Type            | Motor       | Motor       | Motor       | Vermogen    | Koppel      | Overbrenging | 0–100 km/h  | Topsnelheid | Jaartal     |
| Type            | Inhoud      | Cilinders   | Kleppen     | Vermogen    | Koppel      | Overbrenging | 0–100 km/h  | Topsnelheid | Jaartal     |
| --------------- | ----------- | ----------- | ----------- | ----------- | ----------- | ------------ | ----------- | ----------- | ----------- |
| 2.0 16V BioFlex | 1.997 cm³   | 4-in-lijn   | 16V         | 140 pk      | 200 Nm      | 5-bak        | 9,5 s       | 209 km/h    | 2009 - 2009 |

| 407 SW          | 407 SW      | 407 SW      | 407 SW      | 407 SW      | 407 SW      | 407 SW       | 407 SW      | 407 SW      | 407 SW      |
| 2004 - 2008     | 2004 - 2008 | 2004 - 2008 | 2004 - 2008 | 2004 - 2008 | 2004 - 2008 | 2004 - 2008  | 2004 - 2008 | 2004 - 2008 | 2004 - 2008 |
| Type            | Motor       | Motor       | Motor       | Vermogen    | Koppel      | Overbrenging | 0–100 km/h  | Topsnelheid | Jaartal     |
| Type            | Inhoud      | Cilinders   | Kleppen     | Vermogen    | Koppel      | Overbrenging | 0–100 km/h  | Topsnelheid | Jaartal     |
| --------------- | ----------- | ----------- | ----------- | ----------- | ----------- | ------------ | ----------- | ----------- | ----------- |
| 2.0 16V BioFlex | 1.997 cm³   | 4-in-lijn   | 16V         | 140 pk      | 200 Nm      | 5-bak        | 9,1 s       | 213 km/h    | 2009 - 2009 |

#### Diesel
| 407 sedan    | 407 sedan   | 407 sedan   | 407 sedan   | 407 sedan   | 407 sedan   | 407 sedan                | 407 sedan    | 407 sedan      | 407 sedan   |
| 2004 - 2008  | 2004 - 2008 | 2004 - 2008 | 2004 - 2008 | 2004 - 2008 | 2004 - 2008 | 2004 - 2008              | 2004 - 2008  | 2004 - 2008    | 2004 - 2008 |
| Type         | Motor       | Motor       | Motor       | Vermogen    | Koppel      | Overbrenging             | 0–100 km/h   | Topsnelheid    | Jaartal     |
| Type         | Inhoud      | Cilinders   | Kleppen     | Vermogen    | Koppel      | Overbrenging             | 0–100 km/h   | Topsnelheid    | Jaartal     |
| ------------ | ----------- | ----------- | ----------- | ----------- | ----------- | ------------------------ | ------------ | -------------- | ----------- |
| 1.6 HDiF 16V | 1.560 cm³   | 4-in-lijn   | 16V         | 109 pk      | 240 Nm      | 5-bak                    | 11,7 s       | 192 km/h       | 2004 - 2008 |
| 2.0 HDiF 16V | 1.997 cm³   | 4-in-lijn   | 16V         | 136 pk      | 320 Nm      | 6-bak / 6-traps automaat | 9,8 / 10,7 s | 208 / 205 km/h | 2004 - 2008 |
| 2.2 HDiF 16V | 2.179 cm³   | 4-in-lijn   | 16V         | 170 pk      | 370 Nm      | 6-bak                    | 8,7 s        | 225 km/h       | 2006 - 2008 |
| 2.7 HDiF     | 2.720 cm³   | V6          | 24V         | 204 pk      | 440 Nm      | 6-traps automaat         | 8,5 s        | 230 km/h       | 2006 - 2008 |
| 2008 - 2011  |             |             |             |             |             |                          |              |                |             |
| 1.6 HDiF 16V | 1.560 cm³   | 4-in-lijn   | 16V         | 109 pk      | 240 Nm      | 5-bak                    | 11,7 s       | 192 km/h       | 2008 - 2010 |
| 2.0 HDiF 16V | 1.997 cm³   | 4-in-lijn   | 16V         | 136 pk      | 320 Nm      | 6-bak                    | 9,8 s        | 208 km/h       | 2008 - 2009 |
| 2.0 HDiF 16V | 1.997 cm³   | 4-in-lijn   | 16V         | 136 pk      | 320 Nm      | 6-traps automaat         | 10,7 s       | 205 km/h       | 2009 - 2010 |
| 2.0 HDiF 16V | 1.997 cm³   | 4-in-lijn   | 16V         | 140 pk      | 320 Nm      | 6-bak                    | 9,8 s        | 208 km/h       | 2009 - 2011 |
| 2.0 HDiF 16V | 1.997 cm³   | 4-in-lijn   | 16V         | 163 pk      | 340 Nm      | 6-traps automaat         | 10,7 s       | 205 km/h       | 2010 - 2010 |
| 2.2 HDiF 16V | 2.179 cm³   | 4-in-lijn   | 16V         | 170 pk      | 370 Nm      | 6-bak                    | 8,7 s        | 225 km/h       | 2008 - 2009 |
| 2.7 HDiF     | 2.720 cm³   | V6          | 24V         | 204 pk      | 440 Nm      | 6-traps automaat         | 8,5 s        | 230 km/h       | 2008 - 2009 |

| 407 SW       | 407 SW      | 407 SW      | 407 SW      | 407 SW      | 407 SW      | 407 SW                   | 407 SW        | 407 SW         | 407 SW      |
| 2004 - 2008  | 2004 - 2008 | 2004 - 2008 | 2004 - 2008 | 2004 - 2008 | 2004 - 2008 | 2004 - 2008              | 2004 - 2008   | 2004 - 2008    | 2004 - 2008 |
| Type         | Motor       | Motor       | Motor       | Vermogen    | Koppel      | Overbrenging             | 0–100 km/h    | Topsnelheid    | Jaartal     |
| Type         | Inhoud      | Cilinders   | Kleppen     | Vermogen    | Koppel      | Overbrenging             | 0–100 km/h    | Topsnelheid    | Jaartal     |
| ------------ | ----------- | ----------- | ----------- | ----------- | ----------- | ------------------------ | ------------- | -------------- | ----------- |
| 1.6 HDiF 16V | 1.560 cm³   | 4-in-lijn   | 16V         | 109 pk      | 240 Nm      | 5-bak                    | 12,1 s        | 189 km/h       | 2004 - 2008 |
| 2.0 HDiF 16V | 1.997 cm³   | 4-in-lijn   | 16V         | 136 pk      | 320 Nm      | 6-bak / 6-traps automaat | 10,1 / 11,2 s | 203 / 201 km/h | 2004 - 2008 |
| 2.2 16V HDiF | 2.179 cm³   | 4-in-lijn   | 16V         | 170 pk      | 370 Nm      | 6-bak                    | 9,0 s         | 221 km/h       | 2006 - 2008 |
| 2.7 HDiF     | 2.720 cm³   | V6          | 24V         | 204 pk      | 440 Nm      | 6-traps automaat         | 8,8 s         | 228 km/h       | 2006 - 2008 |
| 2008 - 2011  |             |             |             |             |             |                          |               |                |             |
| 1.6 HDiF 16V | 1.560 cm³   | 4-in-lijn   | 16V         | 109 pk      | 240 Nm      | 5-bak                    | 12,1 s        | 189 km/h       | 2008 - 2010 |
| 2.0 HDiF 16V | 1.997 cm³   | 4-in-lijn   | 16V         | 136 pk      | 320 Nm      | 6-bak                    | 10,1 s        | 203 km/h       | 2008 - 2009 |
| 2.0 HDiF 16V | 1.997 cm³   | 4-in-lijn   | 16V         | 136 pk      | 320 Nm      | 6-traps automaat         | 11,2 s        | 201 km/h       | 2009 - 2010 |
| 2.0 HDiF 16V | 1.997 cm³   | 4-in-lijn   | 16V         | 140 pk      | 320 Nm      | 6-bak                    | 10,1 s        | 203 km/h       | 2009 - 2011 |
| 2.0 HDiF 16V | 1.997 cm³   | 4-in-lijn   | 16V         | 163 pk      | 340 Nm      | 6-traps automaat         | 11,2 s        | 201 km/h       | 2010 - 2010 |
| 2.2 16V HDiF | 2.179 cm³   | 4-in-lijn   | 16V         | 170 pk      | 370 Nm      | 6-bak                    | 9,0 s         | 221 km/h       | 2008 - 2009 |
| 2.7 HDiF     | 2.720 cm³   | V6          | 24V         | 204 pk      | 440 Nm      | 6-traps automaat         | 8,8 s         | 228 km/h       | 2008 - 2009 |

| 407 Coupé    | 407 Coupé   | 407 Coupé   | 407 Coupé   | 407 Coupé   | 407 Coupé   | 407 Coupé                | 407 Coupé     | 407 Coupé      | 407 Coupé   |
| 2005 - 2008  | 2005 - 2008 | 2005 - 2008 | 2005 - 2008 | 2005 - 2008 | 2005 - 2008 | 2005 - 2008              | 2005 - 2008   | 2005 - 2008    | 2005 - 2008 |
| Type         | Motor       | Motor       | Motor       | Vermogen    | Koppel      | Overbrenging             | 0–100 km/h    | Topsnelheid    | Jaartal     |
| Type         | Inhoud      | Cilinders   | Kleppen     | Vermogen    | Koppel      | Overbrenging             | 0–100 km/h    | Topsnelheid    | Jaartal     |
| ------------ | ----------- | ----------- | ----------- | ----------- | ----------- | ------------------------ | ------------- | -------------- | ----------- |
| 2.0 HDiF 16V | 1.997 cm³   | 4-in-lijn   | 16V         | 136 pk      | 320 Nm      | 6-bak / 6-traps automaat | 10,1 / 10,1 s | 207 / 207 km/h | 2007 - 2008 |
| 2.7 HDiF     | 2.720 cm³   | V6          | 24V         | 204 pk      | 440 Nm      | 6-traps automaat         | 8,5 s         | 225 km/h       | 2005 - 2008 |
| 2008 - 2009  |             |             |             |             |             |                          |               |                |             |
| 2.0 HDiF 16V | 1.997 cm³   | 4-in-lijn   | 16V         | 136 pk      | 320 Nm      | 6-traps automaat         | 10,1 s        | 207 km/h       | 2009 - 2009 |
| 2.7 HDiF     | 2.720 cm³   | V6          | 24V         | 204 pk      | 440 Nm      | 6-traps automaat         | 8,5 s         | 225 km/h       | 2008 - 2009 |

## Afbeeldingen

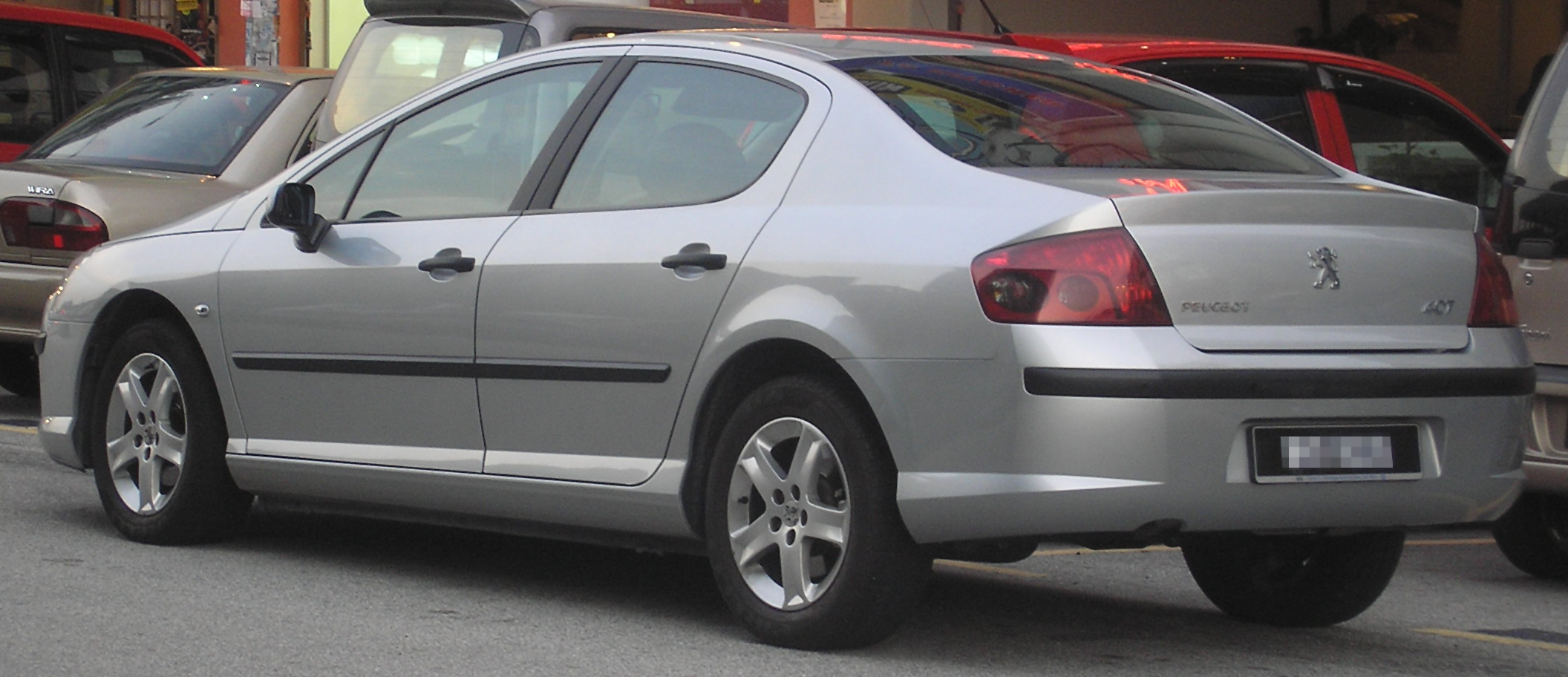
Sedan
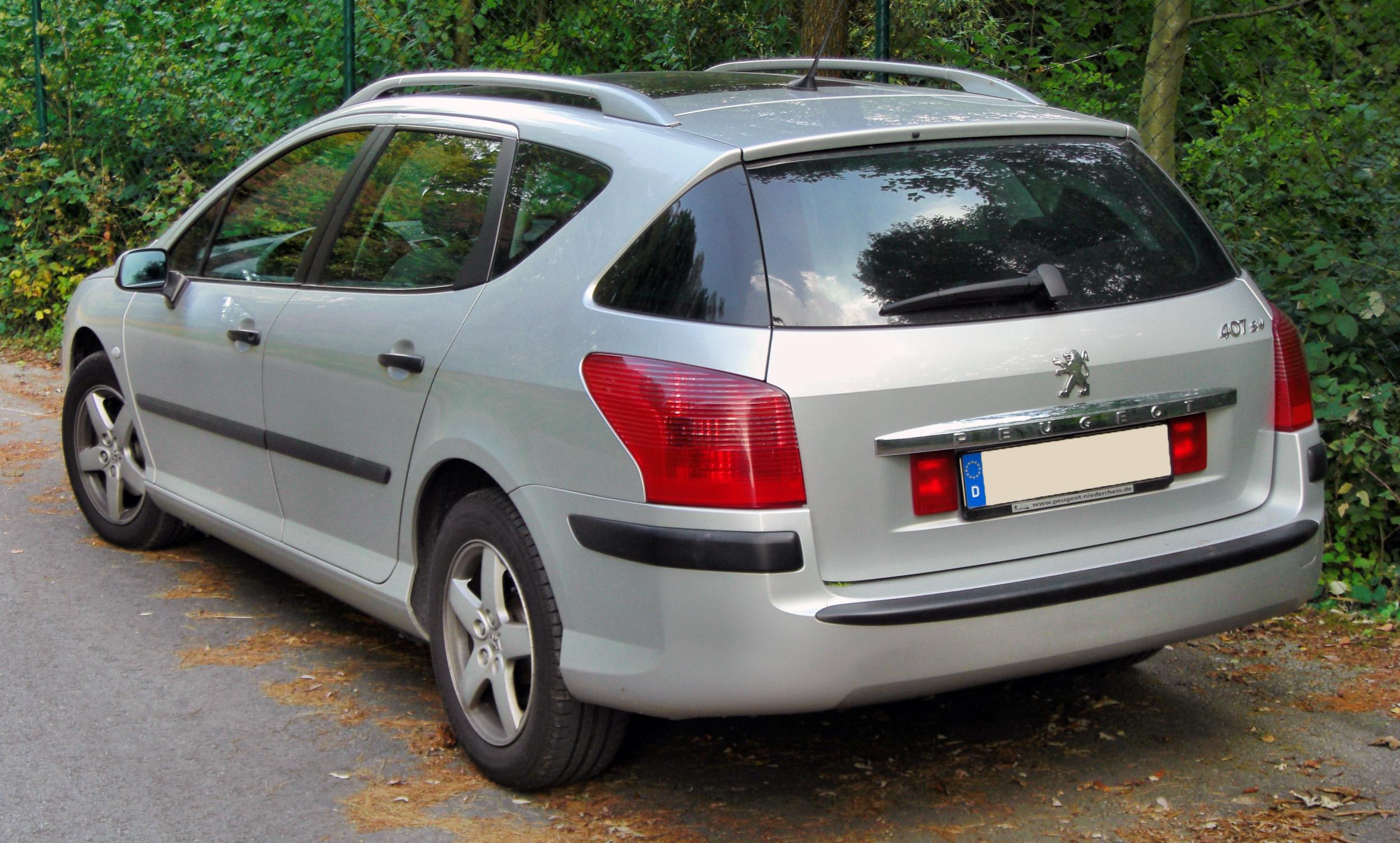
Stationwagen
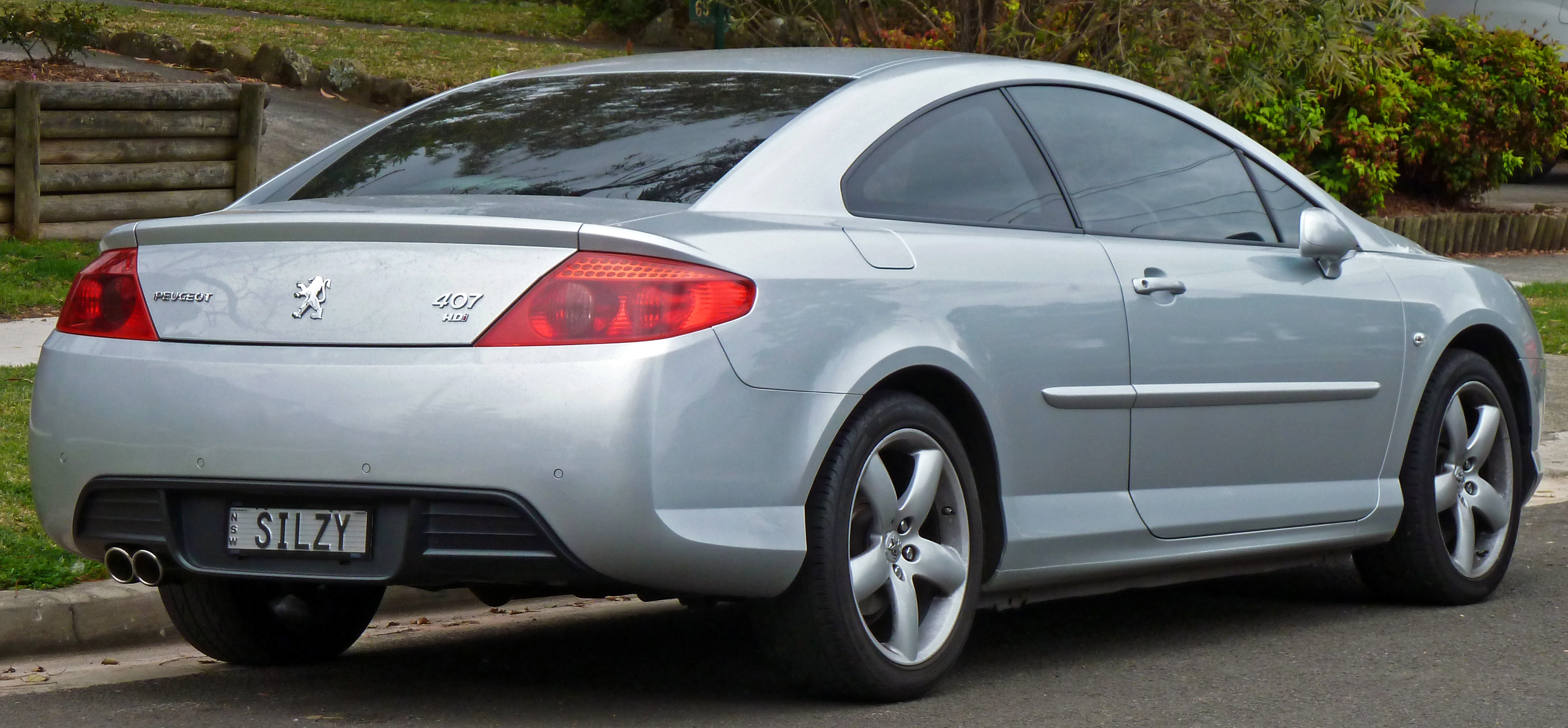
Coupé

In productie: 208 · e-208 · 301· 308 · 508 · 1007 · 2008 · 3008 · 5008 · Boxer · Expert · Partner

Niet meer geproduceerd: 104 · 106 · 107 · 108 · 
201 · 202 ·
203 · 204 ·
205 ·
206 · 206 CC ·
207 · 207 CC ·
301 · 302 ·
304 · 305 · 306 · 307 · 309 · 
401 · 402 · 
403 · 404 · 405 · 406 · 407 · 4007 ·
504 · 505 · 
604 · 605 · 607 · 
806 · 807 · iOn · 
J4 · J5 · J7 · J9 · Bipper ·
D3A · D4A · RCZ

Prototypes: 907 · 908 RC · 916 · Proxima · Oxia · EX1 · e-Legend

Historische modellen: Type 1 · Type 2 · Type 3 · Type 4 · Type 5